# Tracey Gaudry
Tracey Gaudry, nascida Watson (Yallourn, 17 de junho de 1969) é uma ex-ciclista australiana. Foi uma das atletas que representou a Austrália nos Jogos Olímpicos de 1996, em Atlanta, e de 2000, em Sydney.